# Orikum
Orikum é uma cidade e município (em albanês:  bashkia) da Albânia localizado no distrito de Vlorë, prefeitura de Vlorë.